# 埃尔基
埃尔基（法語：Erquy，法語發音：[ɛʁki]）是法国阿摩尔滨海省的一个市镇，位于该省东北部，属于圣布里厄区。

## 地理
埃尔基（48°37'54"N, 2°27'51"W）面积26.46 平方千米，位于法国布列塔尼大區阿摩尔滨海省，该省份为法国西北部沿海省份，位于布列塔尼半岛北部，北濒大西洋英吉利海峡，西接菲尼斯泰尔省，南至莫尔比昂省，东临伊勒-维莱讷省。拥有十个细沙海滩和可爱的粉红色砂岩房屋，是受欢迎的夏季旅游目的地。
与埃尔基接壤的市镇（或旧市镇、城区）包括：拉布伊、普莱讷夫-瓦勒安德烈、普吕里安、圣阿尔邦。

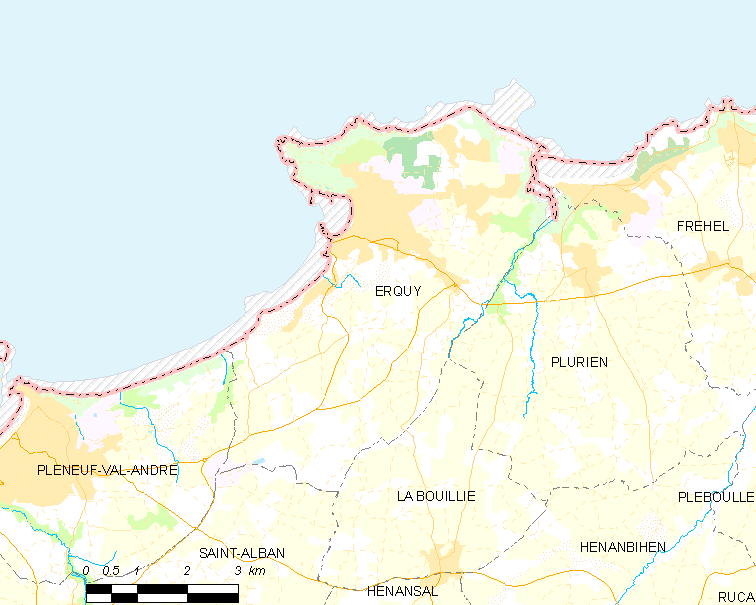
埃尔基的OSM定位图

埃尔基的时区为UTC+01:00、UTC+02:00（夏令时）。

## 行政
埃尔基的邮政编码为22430，INSEE市镇编码为22054。

## 政治
埃尔基所属的省级选区为普莱讷夫-瓦勒安德烈县。

## 历史
埃尔基及其邻近的小村庄拥有丰富的遗产，包括教堂、豪宅、灯塔和城堡。

## 人口

1962-2008年间埃尔基人口变化图示

埃尔基于2022年1月1日时的人口数量为3929人。